# Neovermilia dewae
Neovermilia dewae är en ringmaskart som först beskrevs av Ian Rothwell Straughan 1967.  Neovermilia dewae ingår i släktet Neovermilia och familjen Serpulidae. Inga underarter finns listade i Catalogue of Life.